# تسرنی ورخ (ورانگه)
تسرنی ورخ (به صربی: Crni Vrh) یک منطقهٔ مسکونی در صربستان است که در ناحیه پچینیا واقع شده‌است. تسرنی ورخ ۳۲ نفر جمعیت دارد.